# 涉成園
涉成園（しょうせいえん）是位在日本京都府京都市下京區的回遊式庭園，真宗大谷派本山・真宗本廟（東本願寺）的飛地境內地（別邸）。周圍種植枳殼（枳），所以通稱「枳殼邸」。昭和11年（1936年）12月，指定為國之名勝。

## 關連項目
- 日本庭園

## 外部連結
- 渉成園｜参拝のご案内｜東本願寺 （页面存档备份，存于）